# 1994년 독일 연방의회 선거
1994년 독일 총선거는 총 656석의 의원들과 16석의 추가 의원들을 선출하기 위해 1994년 10월 16일에 실시되었다.